# Władysław Tyniecki
Władysław Tyniecki (ur. 5 maja 1833 w Olszanicy na Podolu, zm. 16 października 1912 we Lwowie) – polski leśnik, botanik.

## Życiorys
Studiował w nowo otwartej Akademii Rolniczej w Dublanach (1855-1857) a następnie jako ekstern w Akademii Leśnej w Tharandcie (1858–1859). Po studiach w latach 1859-1874 profesor-adiunkt Akademii Rolniczej w Dublanach, tam też był założycielem ogrodu botanicznego. Od 1868 był członkiem Komisji Fizjograficznej Towarzystwa Naukowego Krakowskiego, a następnie Akademii Umiejętności. W latach 1874-1898 profesor Krajowej Szkoły Gospodarstwa Lasowego we Lwowie, po Henryku Strzeleckim pełnił funkcję jej dyrektora (1892-1898).
Członek i działacz Galicyjskiego Towarzystwa Gospodarskiego, członek jego Komitetu (12 czerwca 1880 – 30 czerwca 1908), w latach 1874-1898 redaktor "Rolnika", organu GTG.  Był także współzałożycielem Galicyjskiego Towarzystwa Leśnego, w latach 1900-1905 jego wiceprezes, w latach 1887–1891 i 1896-1904 red. "Sylwana". Od 1905 honorowy członek Polskiego Towarzystwa Leśnego. Był również działaczem Towarzystwa Ogrodniczo-Sadowniczego we Lwowie i redaktorem jego organu "Flora". Członek założyciel Polskiego Towarzystwa Przyrodników im. Kopernika (1873).
Autor wielu rozpraw naukowych i prac popularyzatorskich z różnych dziedzin leśnictwa oraz z botaniki i ogrodnictwa.

### Prace Władysława Tynieckiego
- Choroby roślin. I Zgnilizna ziemniaków, Lwów 1872
- Wycieczka na Podole w jesieni 1875, Lwów 1877
- O wierzbach koszykarskich, Lwów 1890
- Brudnica mniszka, Lwów 1891
- Sadownictwo gospodarskie, Lwów 1902
- Ogród kwiatowy i drzewa ozdobowe, Lwów 1912